# Erasmus Ritter (Architekt)

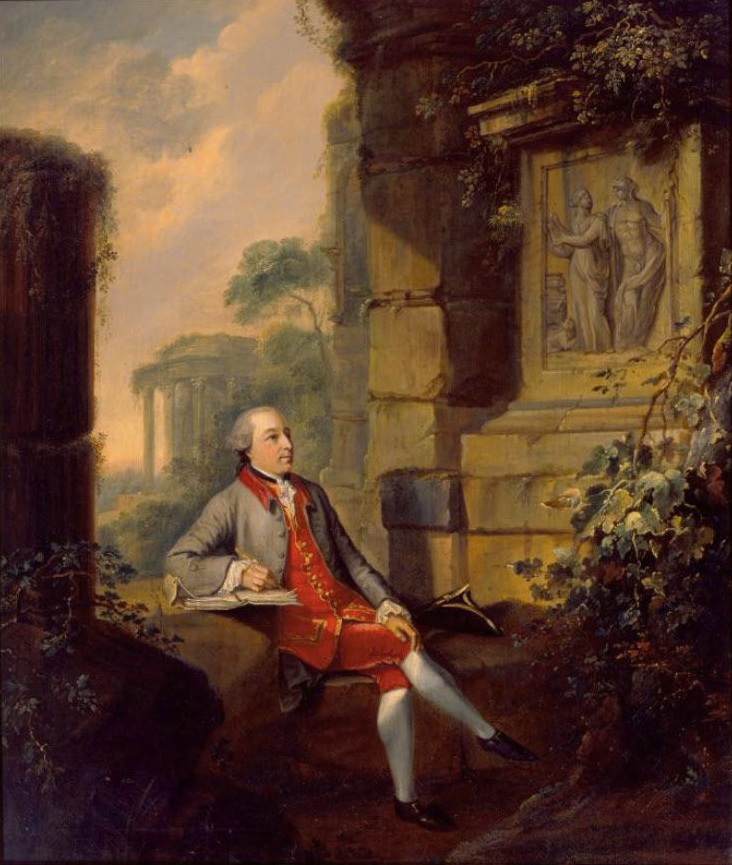
Johann Ludwig Aberli, Erasmus Ritter

Erasmus Ritter (* 4. Juni 1726 in Bern; † 30. Juni 1805 ebenda) war ein Schweizer Architekt, Ingenieur und Altertumsforscher.

## Leben
Erasmus Ritter wurde als Sohn des Stadtarztes Johann Jakob Ritter und der Johanna Catharina Lerber geboren. Er besuchte die Grundschulen in Bern. 1765 heiratete er Johanna Margaretha Knecht.
Ritter bildete sich zwischen 1739 und 1747 zum Architekten und Ingenieur aus, u. a. bei Albrecht Stürler in Bern und Jean-Michel Billon in Genf. Von 1747 bis 1749 betrieb er praxisbezogene, ingenieurtechnische und architektonische Studien in Kassel und Göttingen sowie 1749 bis 1754 an der Pariser École des Arts bei Jacques-François Blondel. Er vertiefte seine Ingenieurkenntnisse im Bureau des dessinateurs du Roi bei Jean-Rodolphe Perronet.
In den Jahren 1754 bis 1756 erwarb er auf seiner Italienreise im Umfeld von Giovanni Battista Piranesi Kenntnisse über fortschrittliche Fantasieprojekte und der Architecture peinture mit ägyptisierenden und dorischen Entwürfen. Von 1756 bis 1772 war er hauptberuflich Architekt und Ingenieur in Bern und ab 1772 Kaufhausverwalter (Zolldirektor des Standes Bern).

## Leistungen
Ritters gelehrte Kenntnisse beeinflussten die Berner Baukünstler wesentlich. Seine wertvollste Leistung war neben seinen Bauten 1783 bis 1786 die Leitung der Grabungs- und Überwachungsarbeiten im römischen Aventicum (Avenches).

## Mitgliedschaften
Erasmus Ritter war Mitglied von:
- Ökonomische Gesellschaft, Bern (1761)
- Grande Société, Bern
- Gesellschaft zu Zimmerleuten, Bern (1764)
- Académie royale d’architecture de Paris
- Institut von Bologna
- Dresdener Akademie
- Gesellschaft der Altertümer in Kassel

## Werke

### Bauten
- Entwurf (nicht ausgeführt) St. Ursenkathedrale in Solothurn (1760–1763)
- Wattenwylhaus, Herrengasse 23 in Bern (1760–1764)[2]
- Amtshausgasse 5 (Burgerhaus) in Bern (1764–1766)[3]
- La Petite Rochette in Neuenburg (1764–1770)[4]
- Hôtel DuPeyrou (1764–1772) in Neuenburg
- Landgut Steiger in Tschugg (1765–1775)
- Landsitz Luternau (Belvedere) in Stuckishaus (1770–1774)[5]

### Schriften
- Mémoire abrégé et recueil de quelques antiquités de la Suisse avec des dessins levés sur les lieux depuis 1783. Bern 1788 (Digitalisat in e-Helvetica Access).

## Archive
- Nachlass Erasmus Ritter im Katalog der Burgerbibliothek Bern.
- Nachlasspapiere, Akten, Briefe von und an Erasmus Ritter, Mss.h.h.XXV.71 im Katalog der Burgerbibliothek Bern.